# 理查德·斯韦特
理查德·纳尔逊·斯韦特（英語：Richard Nelson Swett；1957年5月1日—），美國新罕布什尔州政治人物，在1991年至1995年間出任新罕布什爾州第二國會選區議員，及在1998至2001年擔任美國駐丹麥大使。

## 早年
斯韦特生於賓夕法尼亞州布林莫爾，年幼時隨家人搬至新罕布什尔州。他在耶魯大學讀大學並在三藩市成為一名建築師。

## 政治生涯
斯韦特加入民主党後展開政治生涯。他在1990年11月成功當選美国众议院議員，但在1994年11月尋求連任時失敗。在1990年競選中，前新罕布什尔州州長小梅尔德里姆·汤姆森投訴他在選票中列印名字為迪克·斯韦特（Dick Swett，另一意思為小弟斯韦特），具有誤導之嫌，因為他在電話簿中所列印，選民登記及房地產等名字為蘭托斯-斯韦特。他的投訴並不成功，斯韦特亦當選。
1994年，他投票支持一項禁止突擊武器法案，該法案在眾議院以兩票之差通過。之後他收到大量死亡恐嚇。
1996年，他參選民主黨在新罕布什尔州第二組議員，對手為共和黨的鲍勃·史密斯，他最終以微弱票數落敗。史密斯成為東北部最保守的議員，而克林頓的衣尾效應使斯韦特落敗。投票當日不少美國媒體錯誤地預測斯韦特會勝出。
1998年，比尔·克林顿任命斯韦特為美國駐丹麥大使，直至2001年他搬回新罕布什尔州居住。2004年美國總統大選，他與拉里·科本（Larry Coben）替喬·李伯曼撰寫能源政策。
之後他回到建築事業，出任Leo A. Daly建事務所華盛頓特區的常務董事（Managing Principal），之後成為氣候繁榮企業方案（Climate Prosperity Enterprise Solutions ）的CEO和共同創辦人。
2019年8月12日，他支持乔·拜登參選美國總統。

## 個人生活
斯韦特是耶穌基督後期聖徒教會教徒，他在1980年與眾議會議員湯姆·蘭托斯的女兒卡特里娜·斯维特結婚。卡特里娜同樣攻讀耶魯大學及是耶穌基督後期聖徒教會教徒。他們育有七名子女。

## 著作
- Swett, Richard N. . Colleen M. Thornton, chief researcher; translations of Danish texts by Peter Wedell-Wedellsborg and Kenneth Krabat. Atlanta, GA: Greenway Communications. 2005. ISBN 0975565400. LCCN 2005282484.

## 外部連結
- Swett Associates （页面存档备份，存于）
- Richard N. Swett （页面存档备份，存于） at APCO Worldwide
- Richard Swett, Consulting Principal （页面存档备份，存于） at the Greenway firm
- 美國國會國家人物傳記大辭典中的傳記
- 由華盛頓郵報維護的投票記錄
- 聯邦選舉委員會中的競選財務報告和數據
- C-SPAN內的頁面（英文）
- Ambassador Richard M. Swett, FAIA （页面存档备份，存于） at Sepsis Alliance